# Розлин (Нью-Йорк)
Розлин (англ. Roslyn) — селище (англ. village) в США, в окрузі Нассау штату Нью-Йорк. Населення — 2770 осіб (2010).

## Географія
Розлин розташований за координатами 40°47′55″ пн. ш. 73°38′57″ зх. д. / 40.79861° пн. ш. 73.64917° зх. д. (40.798610, -73.649211).  За даними Бюро перепису населення США в 2010 році селище мало площу 1,70 км², з яких 1,67 км² — суходіл та 0,03 км² — водойми.

## Демографія
Згідно з переписом 2010 року, у селищі мешкало 2770 осіб у 1193 домогосподарствах у складі 628 родин. Густота населення становила 1629 осіб/км².  Було 1288 помешкань (757/км²).
Расовий склад населення:
| - 84,1 % — білих - 8,8 % — азіатів - 2,2 % — чорних або афроамериканців - 0,2 % — корінних американців - 2,6 % — осіб інших рас |

До двох чи більше рас належало 2,2 %. Частка іспаномовних становила 11,2 % від усіх жителів.
За віковим діапазоном населення розподілялося таким чином: 16,1 % — особи молодші 18 років, 60,5 % — особи у віці 18—64 років, 23,4 % — особи у віці 65 років та старші. Медіана віку мешканця становила 46,9 року. На 100 осіб жіночої статі у селищі припадало 82,7 чоловіків;  на 100 жінок у віці від 18 років та старших — 78,1 чоловіків також старших 18 років.
Середній дохід на одне домашнє господарство  становив 161 684 долари США (медіана — 87 019), а середній дохід на одну сім'ю — 246 606 доларів (медіана — 128 958). За межею бідності перебувало 7,9 % осіб, у тому числі 5,9 % дітей у віці до 18 років та 4,3 % осіб у віці 65 років та старших.
Цивільне працевлаштоване населення становило 1191 особа. Основні галузі зайнятості: освіта, охорона здоров'я та соціальна допомога — 33,6 %, науковці, спеціалісти, менеджери — 19,1 %, фінанси, страхування та нерухомість — 10,7 %, роздрібна торгівля — 8,6 %.